# Wojcieszyn (województwo zachodniopomorskie)
Wojcieszyn – wieś sołecka w Polsce położona w województwie zachodniopomorskim, w powiecie goleniowskim, w gminie Nowogard.
W latach 1975–1998 miejscowość należała administracyjnie do województwa szczecińskiego.